# Stetten (Austria)
Stetten – gmina w Austrii, w kraju związkowym Dolna Austria, w powiecie Korneuburg. Według Austriackiego Urzędu Statystycznego liczyła 1 299 mieszkańców (1 stycznia 2014).